# Brachymeria neomegaspila
Brachymeria neomegaspila is een vliesvleugelig insect uit de familie bronswespen (Chalcididae). De wetenschappelijke naam is voor het eerst geldig gepubliceerd in 1991 door Farooqi, Husain & Ghai.